# Avtandil Koridze
Avtandil Koridze (in georgiano ავთანდილ ქორიძე?, in russo Автандил Георгиевич Коридзе?, Avtandil Georgievič Koridze; Tbilisi, 15 aprile 1935 – Terjola, 11 aprile 1966) è stato un lottatore sovietico, di origine georgiana, specializzato nella lotta greco-romana.

## Carriera
Ha vinto la medaglia d'oro nella pesi leggeri, ai Giochi olimpici di Roma 1960.

## Palmarès
- Giochi olimpici

Roma 1960: oro nella lotta greco-romana pesi leggeri
- Campionati mondiali di lotta

Yokohama 1961: argento nella lotta greco-romana pesi leggeri